# Larry Douglas
Larry Douglas (Filadelfia, 17 febbraio 1914 – Burbank, 15 settembre 1996) è stato un attore statunitense.

## Biografia
È noto soprattutto come interprete di musical a Broadway, dove debuttò nel 1940 con Panama Hattie. Ha recitato nelle produzioni originali dei musical The Duchess Misbehaves (1946), Where's Charley? (1948), Arms and the Girl (1950), The King and I (1951) e The Music Man (1957). Dopo la sua ultima apparizione a Broadway nel 1969, Douglas si dedicò al teatro regionale ed apparve nei musical Gypsy (Casa Mañana, 1974), Wonderful Town (1975) e nell'operetta Kismet in scena alla San Francisco Civic Light Opera nel 1977.
Dopo le prime nozze con Onna White, terminate nel 1959, si risposò con Susan Luckey nel 1964 e la coppia rimase insieme fino alla morte dell'uomo, avvenuta nel 1996.

## Filmografia

### Televisione
- La parola alla difesa - serie TV, 1 episodio (1965)
- Sulle strade della California - serie TV, 2 episodi (1977-1979)